# Вольниця (Люблінське воєводство)
Вольниця (пол. Wolnica) — село в Польщі, у гміні Яблонна Люблінського повіту Люблінського воєводства.
Населення — 47 осіб (2011).
У 1975-1998 роках село належало до Люблінського воєводства.

## Демографія
Демографічна структура станом на 31 березня 2011 року:
|          | Загалом | Допрацездатний вік | Працездатний вік | Постпрацездатний вік |
| -------- | ------- | ------------------ | ---------------- | -------------------- |
| Чоловіки | 19      | 3                  | 13               | 3                    |
| Жінки    | 28      | 4                  | 14               | 10                   |
| Разом    | 47      | 7                  | 27               | 13                   |